# Zalew Dzibice
Zalew Dzibice – cztery sztuczne zbiorniki wodne na rzece Białka w województwie śląskim, w powiecie zawierciańskim, w gminie Kroczyce. Częściej nazywane są Zalewem Kostkowickim lub Zalewem w Kostkowicach, co jest nazwą błędną, gdyż nie znajdują się we wsi Kostkowice, lecz we wsi Dzibice.
Największy jest zalew zachodni, najmniejsze są dwa środkowe. Leżą u podnóża najdalej na północ wysuniętego wzniesienia Skał Kroczyckich – wzgórza Słupsko z ostańcami skalnymi, z których roztacza się szeroka panorama widokowa obejmująca również leżący u ich podnóża Zalew Dzibice.
Zalew Dzibice jest ulubionym przez mieszkańców i turystów miejscem rekreacji, także kąpieliskowym oraz wędkarskim. W sezonie letnim można tutaj wypożyczyć kajaki i łódki do pływania. Jest piaszczysta plaża, w sezonie działa bufet. Pomiędzy największym zalewem a wzgórzem Słupsko gmina Kroczyce wykonała duży parking i miejsce do biwakowania. Nad zalewem zaczyna się także szlak turystyczny przez Skały Kroczyckie.
Północnym skrajem Zalewu przebiega odcinek Centralnej Magistrali Kolejowej.

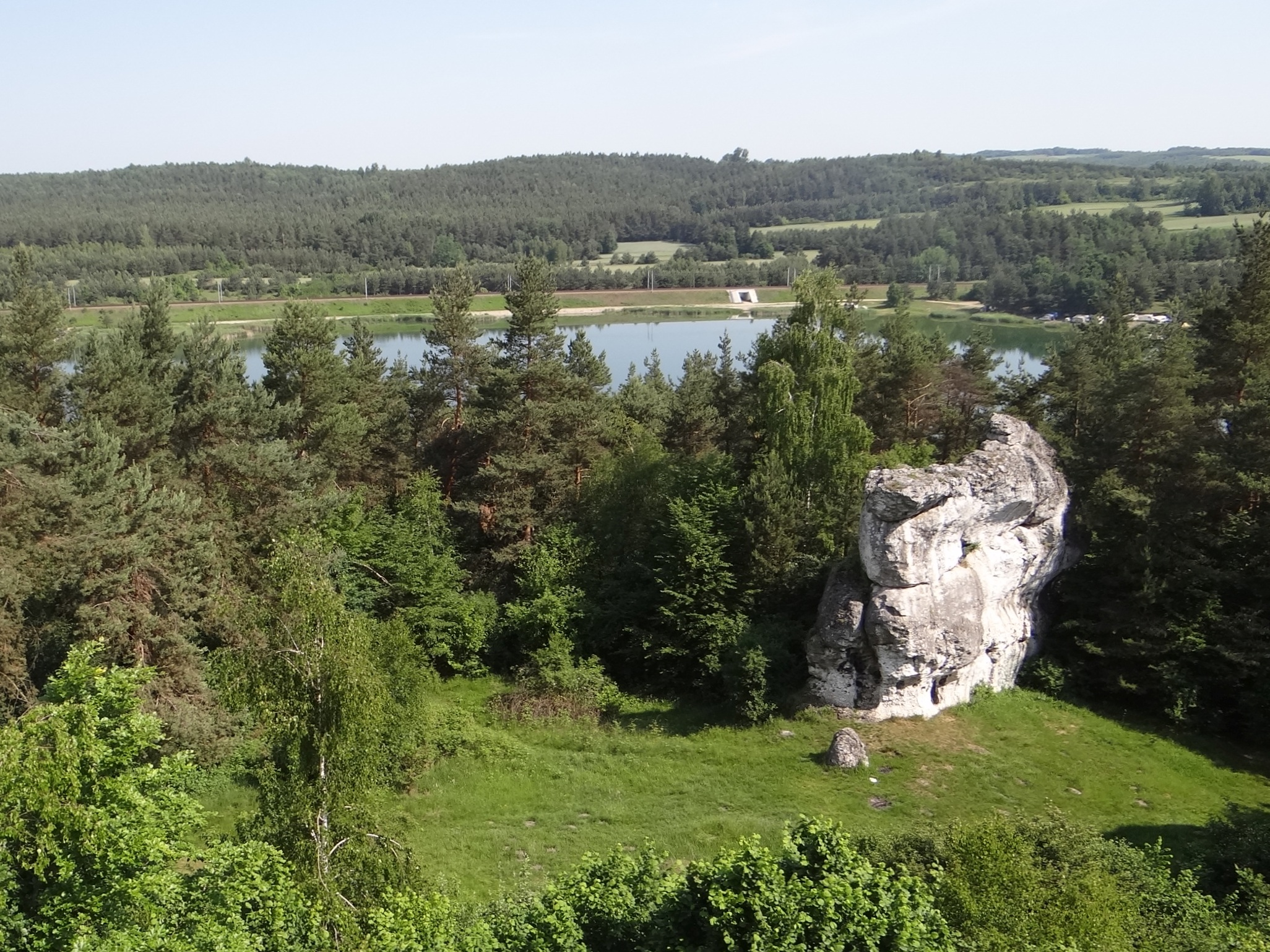
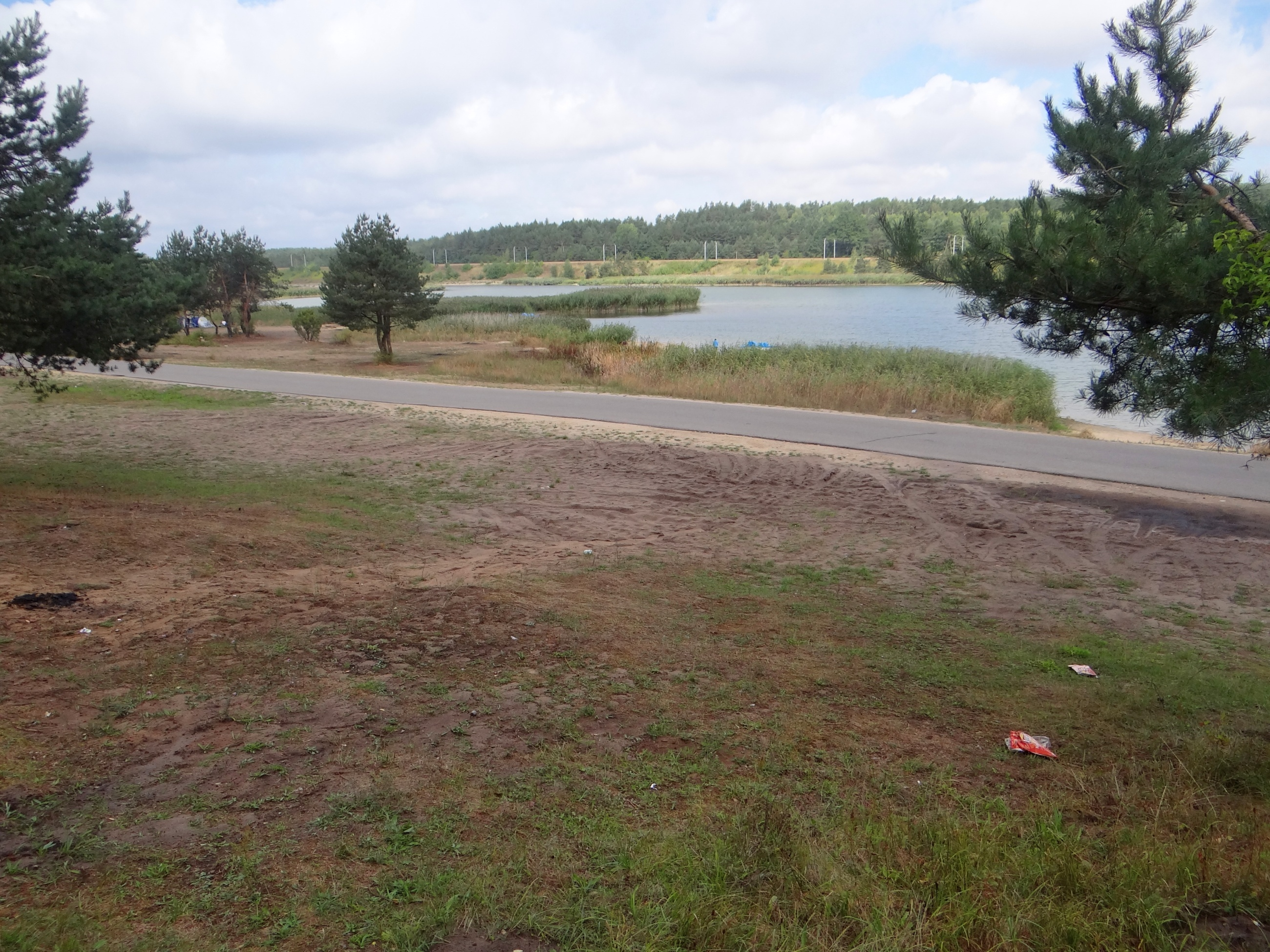
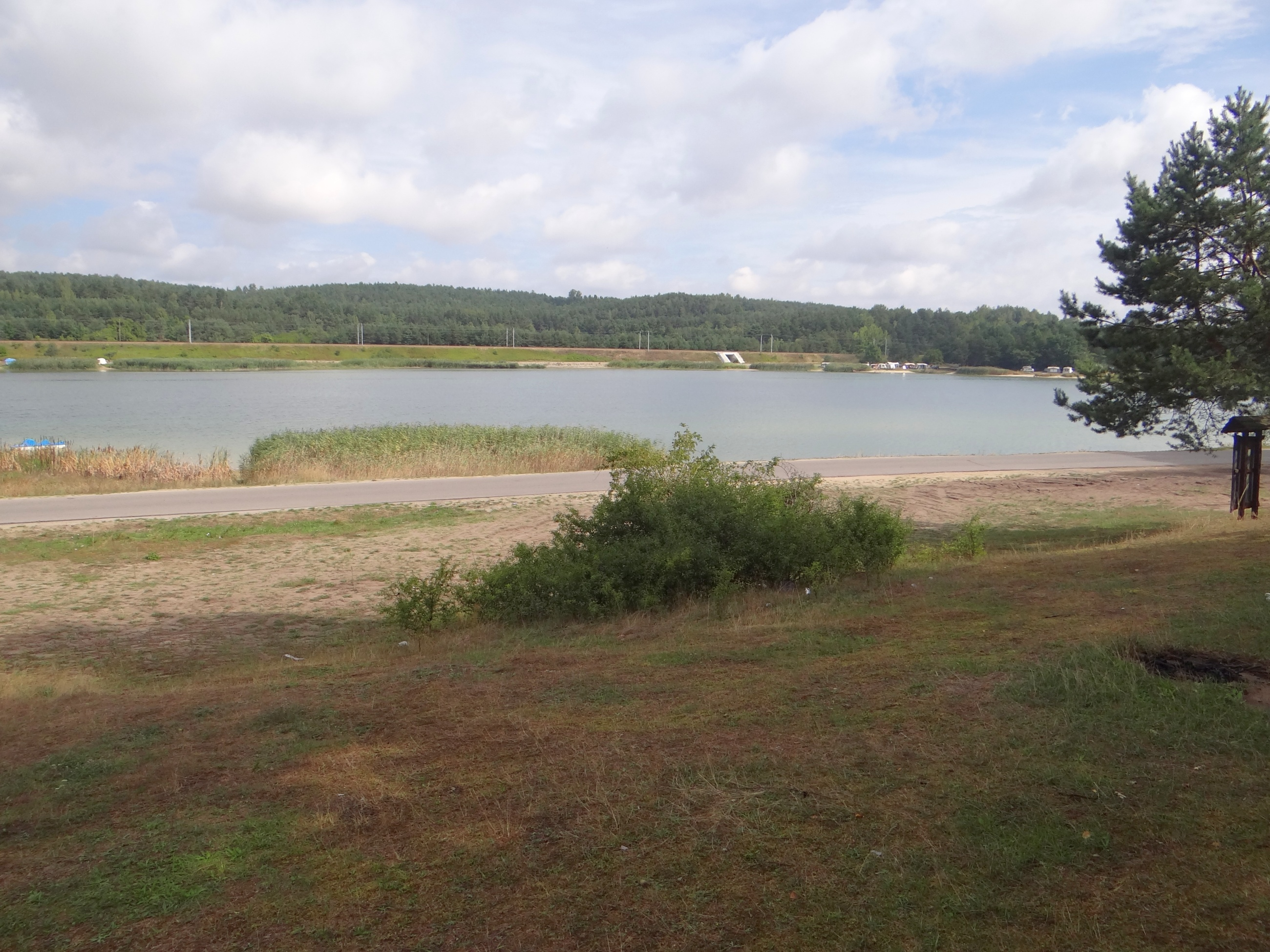
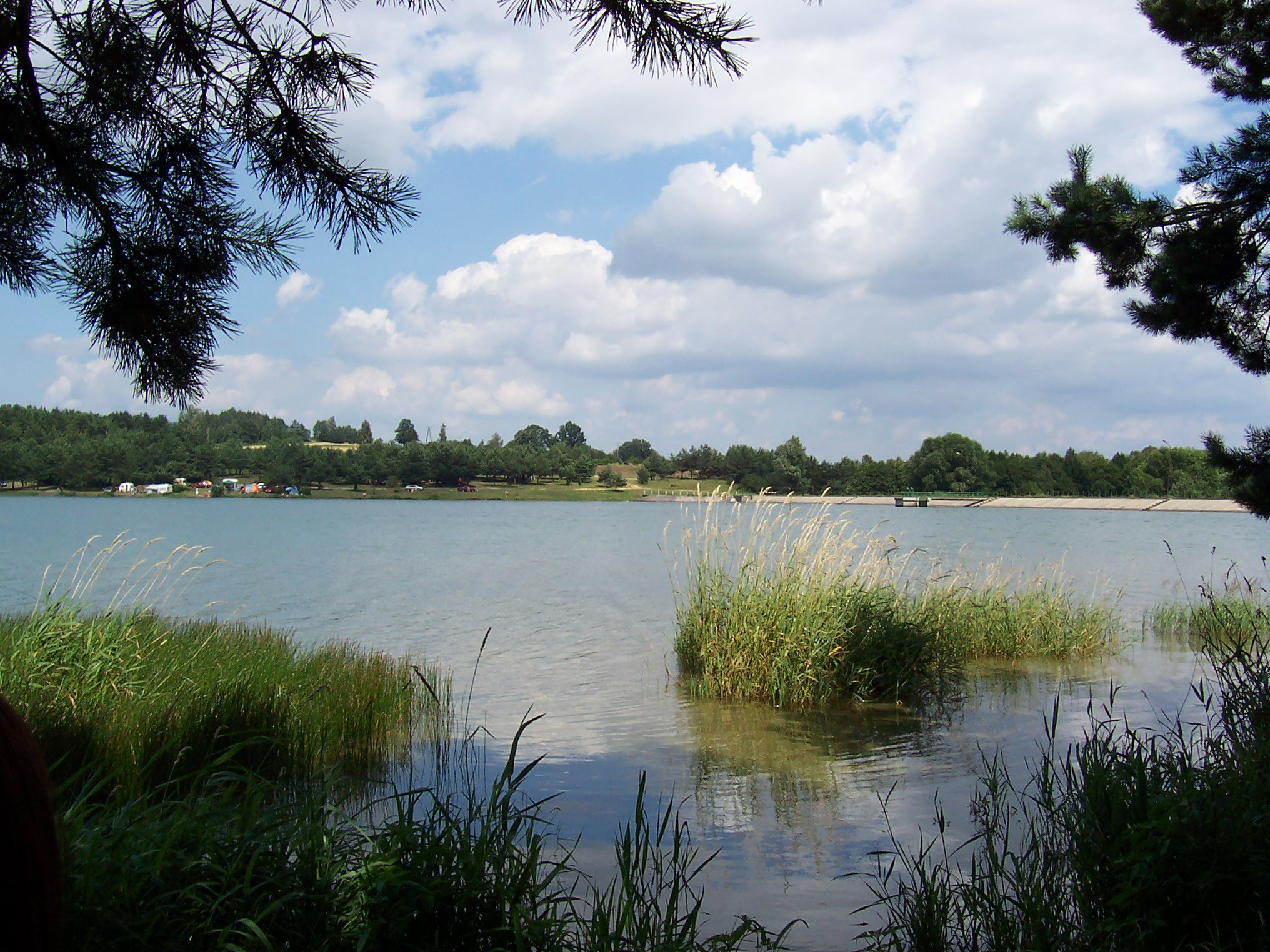
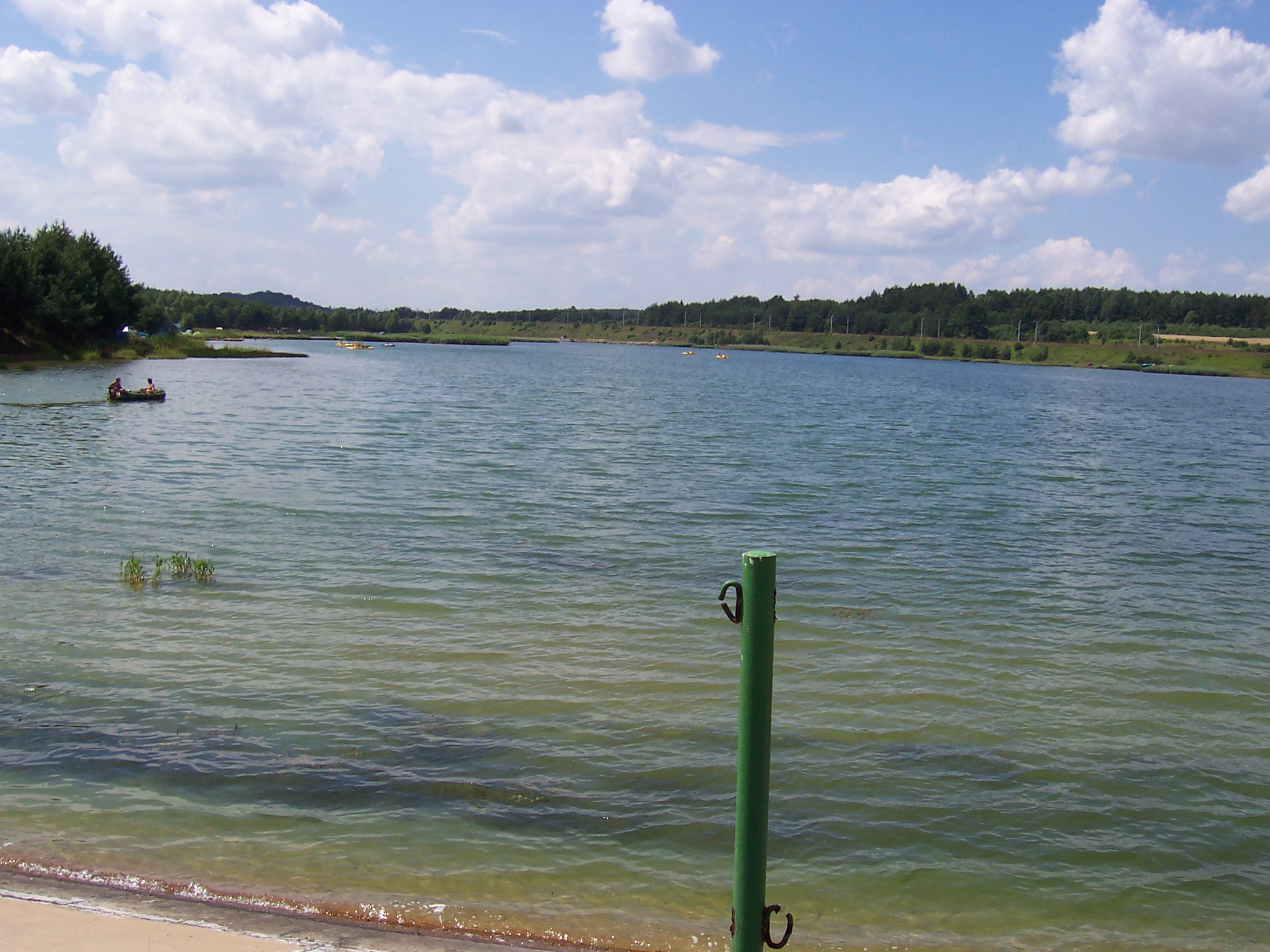

## Szlak turystyczny
Szlak Rzędkowicki: Zalew Dzibice – Słupsko – Kołaczyk – Góra Zborów – Centrum Dziedzictwa Przyrodniczego i Kulturowego Jury – Skały Rzędkowickie – Włodowice